# Urmas Vadi

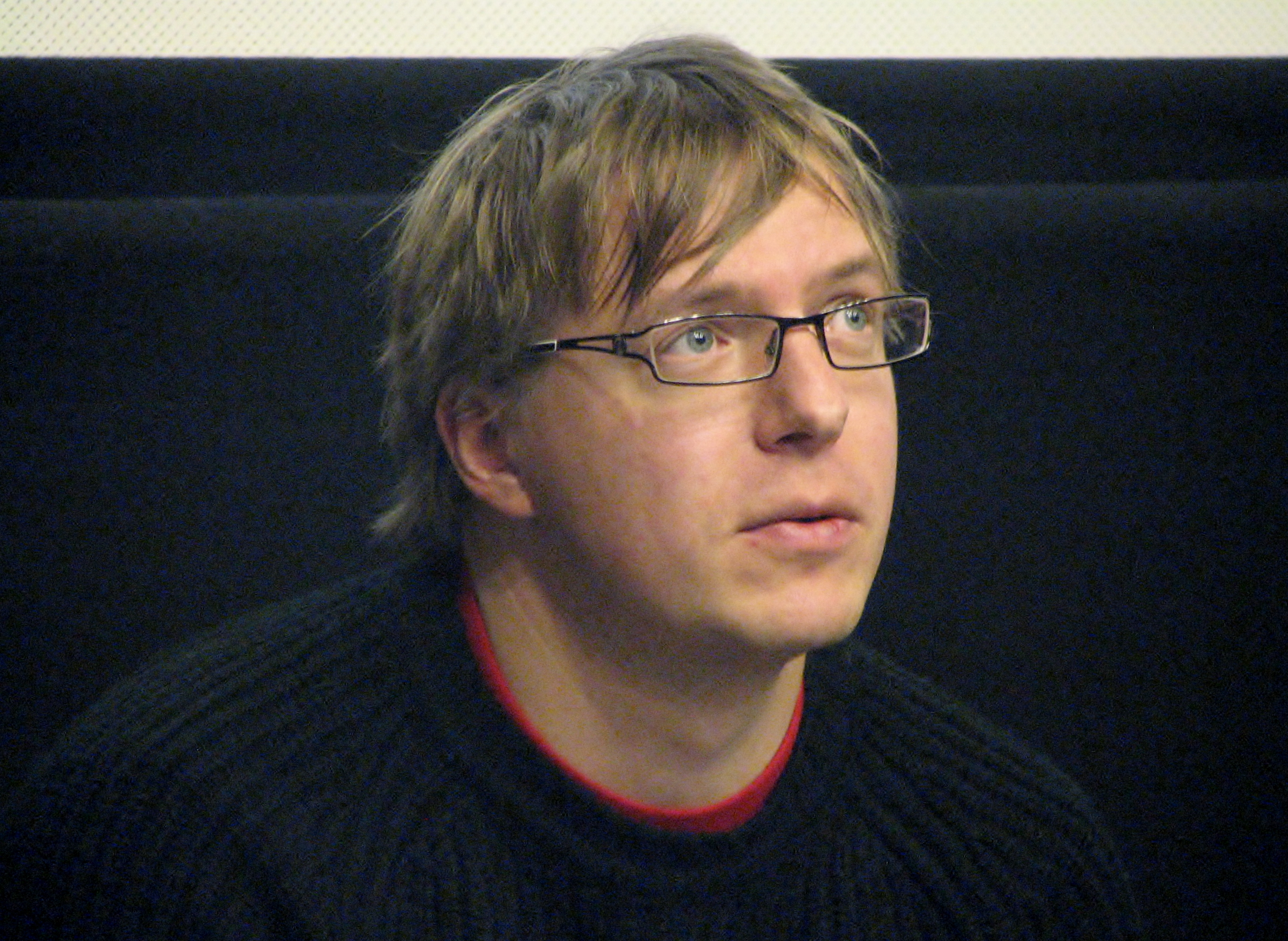
Urmas Vadi (2012)

Urmas Vadi (* 28. Februar 1977 in Tallinn) ist ein estnischer Schriftsteller.

## Leben
Urmas Vadi machte 1997 sein Abitur im südestnischen Tartu. 2002 schloss er die Pädagogische Universität Tallinn im Fach Radioregie ab.
Urmas Vadi debütierte als Autor von Theaterstücken für Kinder. 1999 gewann er als bis dahin jüngster Autor mit seinem Stück Varasta veel võõraid karusid („Stiehl noch fremde Bären!“) den estnischen Dramawettbewerb. Bekannt wurde er einem größeren Publikum im Jahr 2000 mit seinem Stück Lendav laev („Das fliegende Schiff“). Mit der Erzählung Kuidas me kõik reas niimoodi läheme („Wie wir einer nach dem anderen gehen“) erhielt er 2011 den renommierten Friedebert-Tuglas-Preis. Sie erschien 2014 auch in deutscher Sprache. 2017 erhielt er den Friedebert-Tuglas-Preis für seine Novelle Auhind („Der Hauptpreis“), die 2018 auch in deutscher Übersetzung erschien.
Urmas Vadi ist heute einer der am meisten aufgeführten zeitgenössischen Autoren auf estnischen Bühnen. Vadi arbeitet hauptsächlich für Theater und Radio, u. a. als Moderator von Literatursendungen im öffentlich-rechtlichen Kulturfunk Vikerraadio.

## Auszeichnungen
- 2011 Jahrespreis der Stiftung Eesti Kultuurkapital (Drama)
- 2011 Friedebert-Tuglas-Preis
- 2011 Siugjas Sulepea
- 2012 Literaturpreis der Universität Tallinn
- 2013 Autor des Jahres in Estland
- 2017 Friedebert-Tuglas-Preis

## Werke (Auswahl)

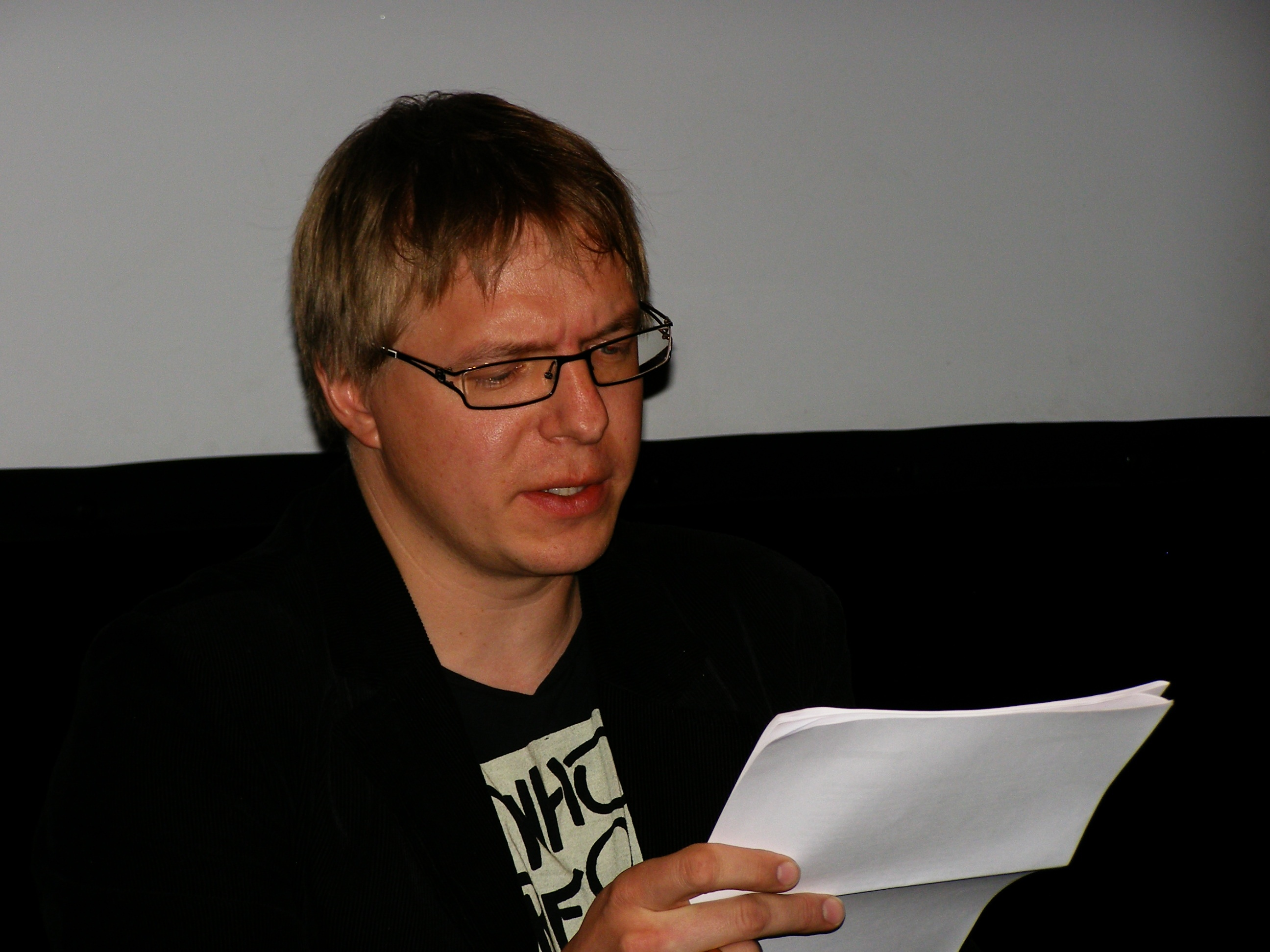
Urmas Vadi (2011)

- Varasta veel võõraid karusid (Drama, 1999)
- Lendav laev (Havi kasul) (Drama, 2000)
- Unetute ralli (Novellen, 2002)
- Kohtume trompetis! (Drama, 2002)
- Kadunud kosmoses (Drama, 2003)
- Elvis oli kapis! (Drama, 2005)
- Georg (Musical-Libretto über das Leben von Georg Ots, 2005)
- Kohtumine tundmatuga (Drehbuch, verfilmt von Jaak Kilmi, 2005)
- Inimene, mängi! (Drama, 2006)
- Tabamata ime (Drehbuch, 2006)
- Ballettmeister ja neli rahvavaenlast (Drama, 2007)
- Peeter Volkonski viimane suudlus (Drama, 2010)
- Rein Pakk otsib naist (Drama, 2011)
- Minu isa 20 aastat hiljem (Drama, 2011)
- Kuidas me kõik reas niimoodi läheme (Erzählung, 2011; deutsch 2014 „Wie wir einer nach dem anderen gehen“. In: die horen 255 (2014), S. 102–111, übersetzt von Wiebke Jürgens)
- Rudolf Allaberdi testament (Drama, 2012)
- Hullumaja suvepäevad Vaino Vahingu ainetel (Drama, 2012)
- Tagasi Eestisse (Drama, 2012)
- Viimane Cauboi (Drama, 2013)
- Nukitsamees 2 (Drama, 2013)
- Auhind (Erzählung, 2017; deutsch 2018 „Der Hauptpreis“. In: Neue Nordische Novellen VI (2018), übersetzt von Marcel Knorn)
- Neverland (Roman, 2017)[3]
- Ballettmeister (Roman, 2019)
- Elu mõttetusest (Kurzprosa, 2019)
- Hing maanteeserval (Kurzprosa, 2021)

## Übersetzungen ins Deutsche
- Der Ballettmeister. Aus dem Estnischen von Cornelius Hasselblatt. Lübeck: Rote Katze Verlag 2023. 288 S.

## Privatleben
Urmas Vadi lebt in Tartu. Er ist verheiratet und hat zwei Kinder.